# ريتشية كبيرة الأزهار
ريتشية كبيرة الأزهار (الاسم العلمي:Ritchiea grandiflora) هي نوع من النباتات تتبع جنس الريتشية من الفصيلة القبارية.